# Route européenne 101
Pour les articles homonymes, voir Route 101 et E101.
La route européenne 101 est une route reliant Moscou à Kiev, extension de la E30 par l’autoroute de Minsk.